# Кумран
Кумран (на иврит: חירבת קומראן; на арабски: خربة قمران) е археологически обект (развалини от древно селище) в държавата Палестина.
Намира се на пустинно плато на около 1,5 километра навътре от северозападния бряг на Мъртво море в частта на региона Западен бряг в Палестина, край кибуца Калия.
Селището от елинистическата епоха е изградено около 134 – 104 пр.н.е. или малко по-късно и е просъществувало до 68 г., когато по времето на първата юдейско-римска война е разрушено. Най-известно е с непосредствената си близост до мястото, на което през 1947 г. са открити свитъците от Мъртво море, най-ранните ръкописи на иврит на Стария завет.